# Pedivigliano
Pedivigliano – miejscowość i gmina we Włoszech, w regionie Kalabria, w prowincji Cosenza.
Według danych na rok 2004 gminę zamieszkiwały 983 osoby, 61,4 os./km².